# 岩瀬中央公民館

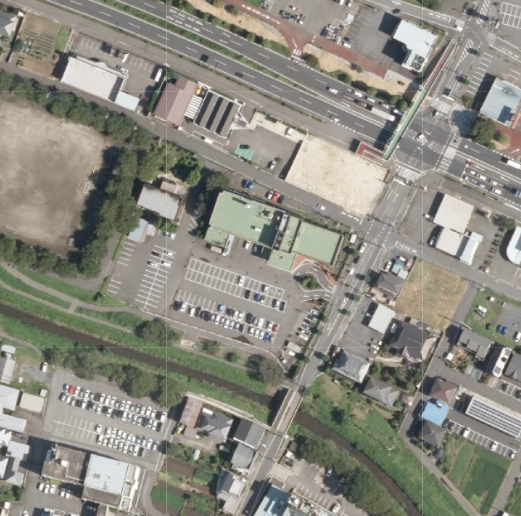
航空写真

岩瀬中央公民館（いわせちゅうおうこうみんかん）は、茨城県桜川市にあった公民館。桜川市新複合施設の建設に伴い、2022年に廃止解体された。

## 概要

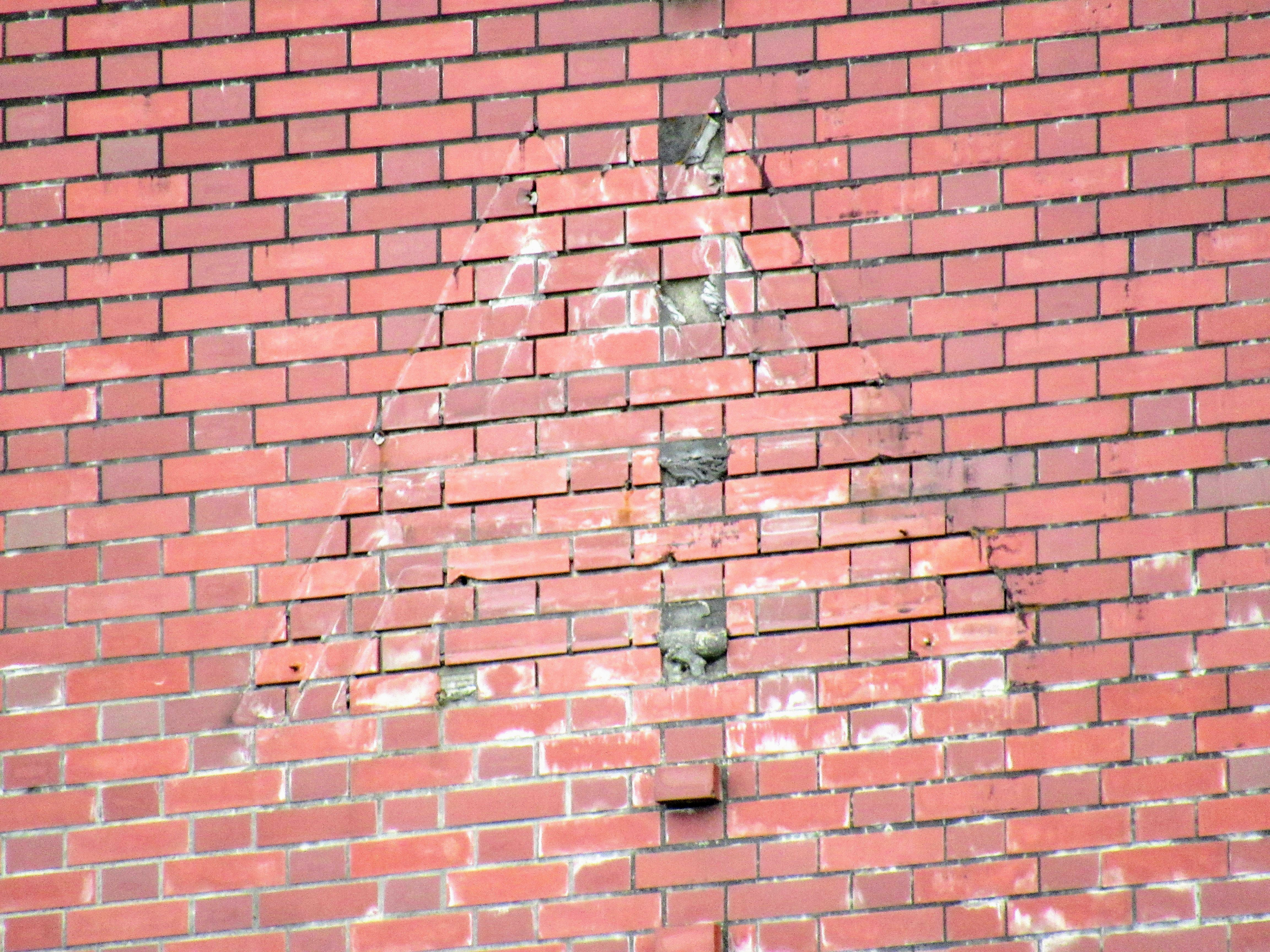
町村合併により撤去された町章

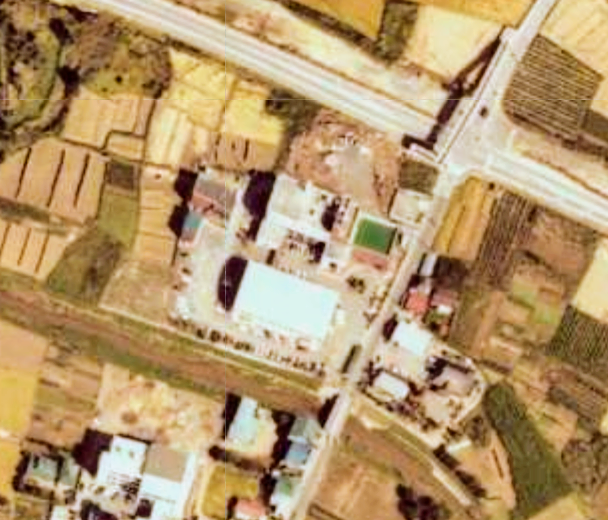
岩瀬町体育館と公民館

公民館、図書館の機能を有する複合施設であった。同敷地に桜川市商工会館が隣接している。かつては岩瀬町体育館(総合運動公園内の岩瀬体育館ラスカとは異なる)も隣接しており、渡り廊下で連絡されていた。元の名称は「岩瀬町中央公民館」であったが、町村合併に伴い改称された。

## 施設[3]
2時間未満の利用の際は半額となる。
| 施設名       | フロア | 利用料金                    |
| ------------ | ------ | --------------------------- |
| 大ホール     | 1F     | 4時間毎6000円               |
| 図書室       | 2F     | 無料                        |
| 研修室       | 1F・2F | 4時間毎1000円(和室は2000円) |
| 学習室(和室) | 1F     | 4時間毎2000円               |
| 会議室       | 2F・3F | 4時間毎1000円               |
| 視聴覚室     | 3F     | 4時間毎2000円               |
| IT室         | 2F     | 4時間毎1000円               |
| 創作室       | 3F     | 4時間毎1000円               |
| 調理実習室   | 1F     | 4時間毎2000円               |

### 岩瀬中央公民館図書館
名前に"図書館"がつけられているが、所謂"図書館設置条例"による施設では無い為、図書館法第2条第2項による”公立図書館"では無い。法的には図書館ではないものの、貸出はもとよりボランティアによる読み聞かせの継続的な実施、学校との連携など公立図書館業務と重なるサービスを行っていた。

## 利用案内

### 開館時間
- 施設利用 - 9:00～22:00

### 交通アクセス
- JR水戸線岩瀬駅から徒歩8分
- 常磐自動車道桜川筑西ICから5分

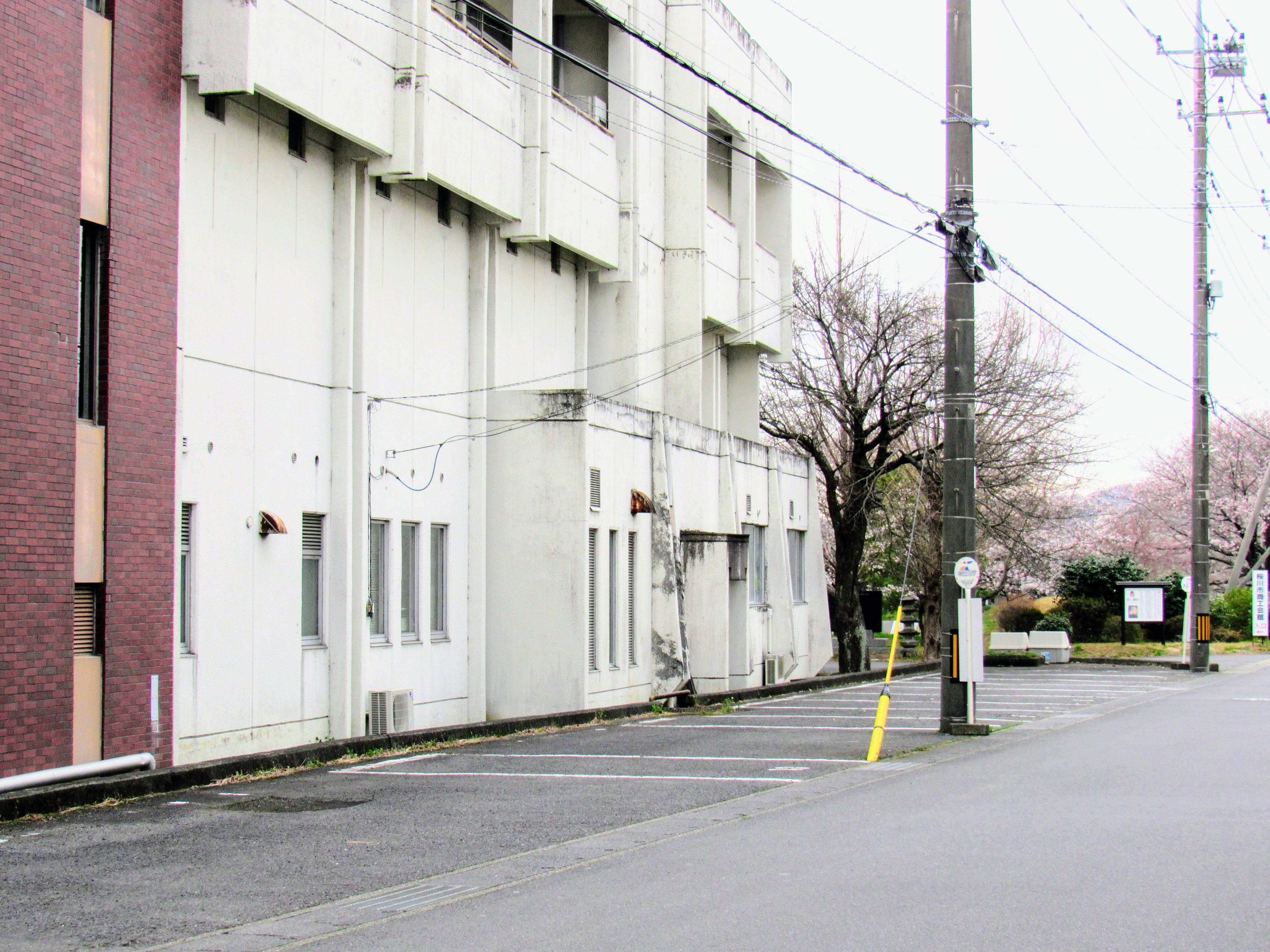
転回場跡地

過去､岩瀬駅前の通りが拡幅される前は路線バスが岩瀬駅前に進入できなかったため、筑波線代替バスが当公民館の裏手の岩瀬中央公民館停留所にて転回していた。